# Jane Badler

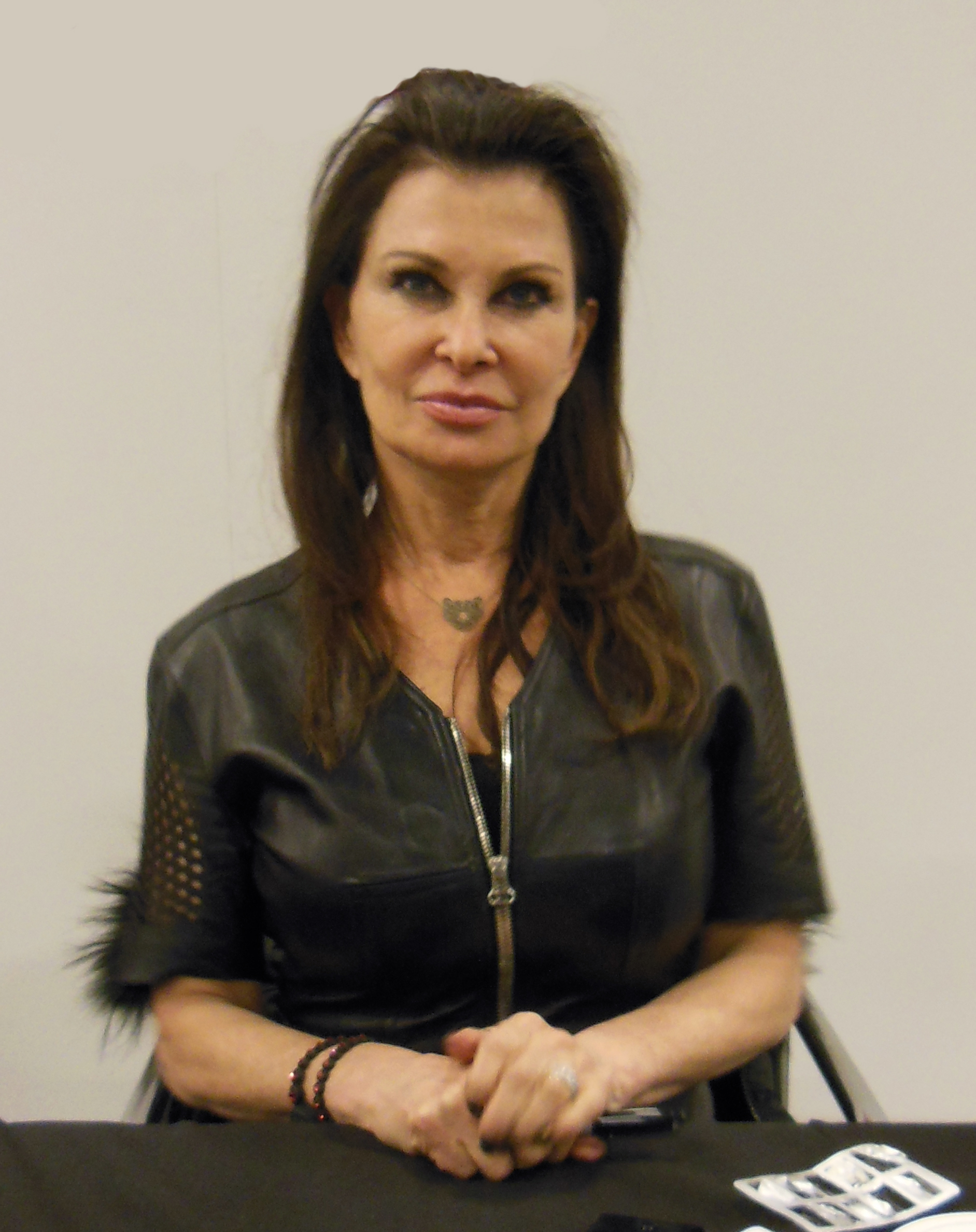
Jane Badler (2014)

Jane Badler (* 31. Dezember 1953 in Brooklyn, New York City) ist eine US-amerikanische Schauspielerin.

## Leben
Jane Badler studierte von 1971 bis 1975 an der Northwestern University. 1972 wurde sie zur Miss New Hampshire gewählt.
Sie ist seit Mitte der 1970er Jahre Schauspielerin. Ihre bekannteste Produktion war V – Die außerirdischen Besucher kommen, eine Science-Fiction-Serie aus den 1980er Jahren, in der sie die Hauptrolle übernahm.
Eine weitere Hauptrolle hatte sie 1989 in der Neuauflage von Kobra, übernehmen Sie, In geheimer Mission.
Heute unterhält Jane Badler eine Schönheitsfarm in Florida.

## Filmografie (Auswahl)
- 1979: Fantasy Island (Fernsehserie, eine Folge)
- 1981: Die Bestie von nebenan (Terror Among Us, Fernsehfilm)
- 1983: The First Time
- 1984: V – Die außerirdischen Besucher kommen (V – The Final Battle, Miniserie, 3 Folgen)
- 1984–1985: V – Die außerirdischen Besucher kommen (V, Fernsehserie, 19 Folgen)
- 1985: Covenant (Fernsehfilm)
- 1986: Dead or Alive (The Penalty Phase, Fernsehfilm)
- 1986: Trio mit vier Fäusten (Riptide, Fernsehserie)
- 1987: Jake und McCabe – Durch dick und dünn (Jake and the Fatman, Fernsehserie, 1 Folge)
- 1986–1987: Falcon Crest (Fernsehserie, 22 Folgen)
- 1987–1988: Highwayman (The Highwayman, Fernsehserie, 10 Folgen)
- 1989: Easy Kill
- 1989: Oro fino
- 1989–1990: In geheimer Mission (Mission: Impossible, Fernsehserie, 24 Folgen)
- 1990: Black Snow
- 1992: Cluedo (Fernsehserie, 21 Folgen)
- 1995: Ironfist (Under the Gun)
- 1999: Crash Zone (Fernsehserie, 2 Folgen)
- 2002: Die verlorene Welt (The Lost World, Fernsehserie, eine Folge)
- 2002: Blue Heelers (Fernsehserie, eine Folge)
- 2008: Under a Red Moon
- 2010: Needle
- 2011: V – Die Besucher (V, Fernsehserie, 9 Folgen)
- 2016: Virtual Revolution
- 2022: Smiling Friends (Folge 2: "Mr. Frog")